# Little Rissington
Little Rissington – wieś i civil parish w Anglii, w Gloucestershire, w dystrykcie Cotswold. W 2011 civil parish liczyła 280 mieszkańców. Little Rissington jest wspomniana w Domesday Book (1086) jako Risendone/Risendune.